# Jorge Betancur
Jorge Andrés Betancur Bustamante (Supía, Colombia; 5 de marzo de 1993) es un futbolista colombiano nacionalizado nicaragüense. Juega de volante y su equipo actual es el Managua FC de la Primera División de Nicaragua. Es llamado a la selección mayor  de Nicaragua

## Trayectoria

### Plaza España
2011-2014 Tras una fallida prueba en el siempre candidato club Plaza Italia, Betancur recala en el dragón, plaza España, jugando torneo federal C y liga local, a fuerza de goles y buenas actuaciones se gana el puesto y el cariño de la gente. Trabajaba media Jornada de repositor en el mercado del presidente del club. 

### Villa Española
El 27 de septiembre de 2014 debuta con Villa Española de la Segunda División de Uruguay en la victoria 2 a 0 sobre Cerrito.

Juega 13 partidos en la temporada 2014/15 en Uruguay.

### Juventus Managua
Para mitad del 2016 se marcha al Juventus Managua de la Primera División de Nicaragua. Debuta el 17 de agosto en la victoria por la mínima sobre Walter Ferretti. El 14 de septiembre marca su primer gol internacional en la goleada de su club 4 a 0 sobre el Real Madriz. El 26 de octubre vuelve y marca en la super goleada 10 a 0 frente a Nandasmo.

### Atlético Huila
Para el 2017 llega al Atlético Huila de la Categoría Primera A de Colombia. Le marca gol a Envigado club el que después contrata sus servicios

### Real Estelí
En enero de 2018 pasa Real Estelí Fútbol Club de la Primera División de Nicaragua. quedando subcampeón del torneo clausura 2018 - 2019

## Clubes
| Club                                     | País      | Año         |
| ---------------------------------------- | --------- | ----------- |
| Club Atlético Defensores De Plaza España | Argentina | 2013 - 2014 |
| Villa Española                           | Uruguay   | 2014 - 2015 |
| Juventus Managua                         | Nicaragua | 2016        |
| Atlético Huila                           | Colombia  | 2017        |
| Envigado FC                              | Colombia  | 2017        |
| Real Estelí                              | Nicaragua | 2018 - 2021 |
| Lynx F.C                                 | Gibraltar | 2021        |

|Managua FC
| Nicaragua
|2021

## Estadísticas
| Club                         | Temporada           | Liga  | Liga  | Copa Nacional | Copa Nacional | Copa Internacional | Copa Internacional | Total | Total |
| Club                         | Temporada           | Part. | Goles | Part.         | Goles         | Part.              | Goles              | Part. | Goles |
| ---------------------------- | ------------------- | ----- | ----- | ------------- | ------------- | ------------------ | ------------------ | ----- | ----- |
| Villa Española · Uruguay     | 2014-15             | 13    | 0     | -             | -             | -                  | -                  | 13    | 0     |
| Villa Española · Uruguay     | Total               | 13    | 0     | 0             | 0             | 0                  | 0                  | 13    | 0     |
| Juventus Managua · Nicaragua | 2016-17             | 18    | 2     | -             | -             | -                  | -                  | 18    | 2     |
| Juventus Managua · Nicaragua | Total               | 18    | 2     | 0             | 0             | 0                  | 0                  | 18    | 2     |
| Atlético Huila · Colombia    | 2017                | 13    | 1     | 3             | 0             | -                  | -                  | 16    | 1     |
| Atlético Huila · Colombia    | Total               | 13    | 1     | 3             | 0             | 0                  | 0                  | 16    | 1     |
| Envigado FC · Colombia       | 2017                | 7     | 0     | -             | -             | -                  | -                  | 7     | 0     |
| Envigado FC · Colombia       | Total               | 7     | 0     | 0             | 0             | 0                  | 0                  | 7     | 0     |
| Real Esteli · Nicaragua      | 2017-18             | 21    | 1     | -             | -             | -                  | -                  | 21    | 1     |
| Real Esteli · Nicaragua      | 2018-19             | 32    | 6     | -             | -             | 2                  | 0                  | 34    | 6     |
| Real Esteli · Nicaragua      | 2019-20             | 31    | 6     | -             | -             | -                  | -                  | 31    | 6     |
| Real Esteli · Nicaragua      | Total               | 84    | 13    | 0             | 0             | 2                  | 0                  | 86    | 13    |
| Total en su carrera          | Total en su carrera | 132   | 16    | 3             | 0             | 2                  | 0                  | 137   | 16    |

### Selección nacional
| Selección       | Año             | Amistosos | Amistosos | Copa de Oro | Copa de Oro | Nations League | Nations League | Eliminatorias Mundialistas | Eliminatorias Mundialistas | Copa Mundial | Copa Mundial | Total  | Total |
| Selección       | Año             | Part.     | Goles     | Part.       | Goles       | Part.          | Goles          | Part.                      | Goles                      | Part.        | Goles        | !Part. | Goles |
| --------------- | --------------- | --------- | --------- | ----------- | ----------- | -------------- | -------------- | -------------------------- | -------------------------- | ------------ | ------------ | ------ | ----- |
| Absoluta        | 2019            | 2         | 0         | 3           | 0           | 7              | 0              | --                         | --                         | --           | --           | 12     | 0     |
| Total Selección | Total Selección | 2         | 0         | 3           | 9           | 7              | 0              | 0                          | 0                          | 0            | 0            | 12     | 0     |